# Четереже
Четереже је насељено место у Србији у општини Жабари у Браничевском округу. Према попису из 2022. било је 493 становника.
Овде се налазе Црква брвнара Рођења Богородичиног у Четережу и Нова црква Рођења Богородичиног у Четережу.

## Порекло становништва
Подаци датирају из 1930. г.
Родови су:
- Ваљаревићи (52 к., Св. Ђурђиц). Пореклом су са Косова. Куће су им у Ваљаревића Мали.
- Вуковићи (45 к., Св. Лазар). Пореклом су са Косова. Насељени у мали која носи њихово име.
- Маргићи (42 к., Св. Јован). Пореклом из Крајине. Насељени су у Доњој или Маргића Мали.
- Бачићи (17 к., Св. Никола); досељени из околине Зајечара и насељени у мали која носи њихово име.
- Ђурићи (16 к., Св. Ђурађ). Непознато им је порекло.

## Демографија
У насељу Четереже живи 532 пунолетна становника, а просечна старост становништва износи 44,6 година (42,2 код мушкараца и 47,0 код жена). У насељу има 191 домаћинство, а просечан број чланова по домаћинству је 3,36.
Ово насеље је великим делом насељено Србима (према попису из 2002. године), а у последња три пописа, примећен је пад у броју становника.
|  |

| Демографија | Демографија | Демографија |
| Година      | Становника  | Становника  |
| ----------- | ----------- | ----------- |
| 1948.       | 1.133       |             |
| 1953.       | 1.189       |             |
| 1961.       | 1.077       |             |
| 1971.       | 1.027       |             |
| 1981.       | 991         |             |
| 1991.       | 874         | 765         |
| 2002.       | 641         | 773         |
| 2011.       | 571         |             |

| Етнички састав према попису из 2002.‍ | Етнички састав према попису из 2002.‍ | Етнички састав према попису из 2002.‍ | Етнички састав према попису из 2002.‍ | Етнички састав према попису из 2002.‍ |
| ------------------------------------ | ------------------------------------ | ------------------------------------ | ------------------------------------ | ------------------------------------ |
|                                      |                                      |                                      |                                      |                                      |
| Срби                                 | Срби                                 |                                      | 639                                  | 99,68%                               |
| непознато                            | непознато                            |                                      | 2                                    | 0,31%                                |

| Година пописа     | 1948. | 1953. | 1961. | 1971. | 1981. | 1991. | 2002. |
| ----------------- | ----- | ----- | ----- | ----- | ----- | ----- | ----- |
| Број домаћинстава | 265   | 271   | 277   | 274   | 250   | 229   | 191   |

| Број чланова      | 1  | 2  | 3  | 4  | 5  | 6  | 7  | 8 | 9 | 10 и више | Просек |
| ----------------- | -- | -- | -- | -- | -- | -- | -- | - | - | --------- | ------ |
| Број домаћинстава | 38 | 46 | 29 | 23 | 23 | 13 | 15 | 3 | 0 | 1         | 3,36   |

| Пол    | Укупно | Неожењен/Неудата | Ожењен/Удата | Удовац/Удовица | Разведен/Разведена | Непознато |
| ------ | ------ | ---------------- | ------------ | -------------- | ------------------ | --------- |
| Мушки  | 265    | 61               | 168          | 20             | 15                 | 1         |
| Женски | 284    | 37               | 166          | 73             | 7                  | 1         |
| УКУПНО | 549    | 98               | 334          | 93             | 22                 | 2         |

| Пол    | Укупно                    | Пољопривреда, лов и шумарство | Рибарство                            | Вађење руде и камена | Прерађивачка индустрија       |
| ------ | ------------------------- | ----------------------------- | ------------------------------------ | -------------------- | ----------------------------- |
| Мушки  | 186                       | 147                           | 0                                    | 0                    | 20                            |
| Женски | 122                       | 104                           | 0                                    | 0                    | 1                             |
| УКУПНО | 308                       | 251                           | 0                                    | 0                    | 21                            |
| Пол    | Производња и снабдевање   | Грађевинарство                | Трговина                             | Хотели и ресторани   | Саобраћај, складиштење и везе |
| Мушки  | 0                         | 2                             | 4                                    | 3                    | 1                             |
| Женски | 0                         | 0                             | 4                                    | 3                    | 0                             |
| УКУПНО | 0                         | 2                             | 8                                    | 6                    | 1                             |
| Пол    | Финансијско посредовање   | Некретнине                    | Државна управа и одбрана             | Образовање           | Здравствени и социјални рад   |
| Мушки  | 0                         | 1                             | 4                                    | 0                    | 0                             |
| Женски | 0                         | 1                             | 2                                    | 3                    | 1                             |
| УКУПНО | 0                         | 2                             | 6                                    | 3                    | 1                             |
| Пол    | Остале услужне активности | Приватна домаћинства          | Екстериторијалне организације и тела | Непознато            | Непознато                     |
| Мушки  | 1                         | 0                             | 0                                    | 3                    | 3                             |
| Женски | 2                         | 0                             | 0                                    | 1                    | 1                             |
| УКУПНО | 3                         | 0                             | 0                                    | 4                    | 4                             |